# François-Xavier-Joseph Droz

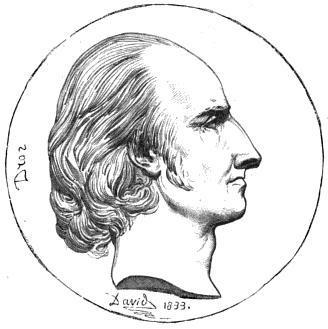
François-Xavier-Joseph Droz

François Xavier Joseph Droz (ur. 31 października 1773 w Besançon, zm. 9 listopada 1850 w Paryżu) – francuski historyk i filozof, członek Akademii Francuskiej.

## Dzieła
- Essai sur l'art oratoire (1799)
- Des Lois relatives aux progrès de l'industrie, ou Observations sur les maîtrises, les règlemens, les privilèges et les prohibitions (1801)
- Lina, ou les Enfans du ministre Albert (3 tomy, 1805)
- Essai sur l'art d'être heureux (1806)
- Éloge de Montaigne (1812)
- Études sur le beau dans les arts (1815)
- Mémoires de Jacques Fauvel (4 tomy, 1822). Powieść napisana przy współpracy z Louis-Benoît Picardem.
- De la Philosophie morale, ou des Différens systèmes sur la science de la vie (1823). Prix Montyon en 1824.
- Applications de la morale à la politique (1825)
- Œuvres (3 volumes, 1826-29)
- Économie politique, ou Principes de la science des richesses (1829)
- Histoire du régne de Louis XVI pendant les années où l'on pouvait prévenir ou diriger la Révolution française (3 tomy, 1839-42)
- Complément du « Dictionnaire de l'Académie française » (1842).
- Pensées sur le christianisme, preuves de sa vérité (1842-44)
- Aveux d'un philosophe chrétien (1848)